# Circuit d'Aintree
Le circuit d'Aintree est un circuit automobile britannique de 4,83 km aujourd'hui désaffecté. Situé à Aintree, dans le célèbre hippodrome, à côté de Liverpool, il utilise les mêmes tribunes que les courses de chevaux. Il a été construit en 1954 et était considéré comme le « Goodwood du Nord »[réf. nécessaire].

## Description
Le circuit a accueilli le Grand Prix de Grande-Bretagne de Formule 1 à cinq reprises, en 1955, 1957, 1959, 1961 et 1962. 
En plus du Grand Prix, le circuit a aussi accueilli onze courses hors-championnat de Formule 1, connu sous le nom d'Aintree 200, le premier remporté par Stirling Moss en 1954 avec le dernier enlevé par Jack Brabham, en avril 1964. Aintree fut le lieu de la célèbre course de l'édition 1955, dans laquelle Stirling Moss remporta son premier Grand Prix au volant d'une Mercedes. Deux ans plus tard, lui et Tony Brooks (partageant la Vanwall) sont devenus les premiers pilotes britanniques à avoir remporté le Grand Prix britannique et une manche du Championnat du monde de Formule 1, au volant d'une voiture britannique. Le Grand Prix de 1957 a également pris le titre de Grand Prix d'Europe et a été le plus grand évènement de la Formule 1 de la saison, attirant 150 000 spectateurs.
Le circuit a accueilli son dernier Grand Prix en 1964, mais une partie de la piste (les 2,64 km du Club circuit) est toujours ouverte et a été utilisée pour d'autres courses jusqu'au début des années 1980. Depuis, le circuit organise des courses de sprint, de moto, et des journées ouvertes aux particuliers pouvant rouler avec leur propre voiture. 
À l'heure actuelle, la piste est souvent utilisée par les écoles de karting pour jeunes pilotes. 
En 2009, le directeur du circuit envisageait, avec la ville de Liverpool, la possibilité de réaménager le site et de tenter d'accueillir des championnats tel que la Formule Palmer Audi, la Formule Ford et la Formule Renault UK. 